# حمله با متن رمز منتخب
حمله با متن رمز منتخب یا حمله متن رمزشده انتخابی (به انگلیسی: Chosen-ciphertext attack) یا CCA، یک مدل حمله برای تحلیل رمز است که در آن رمزگشاینده اطلاعات را جمع‌آوری می‌کند، حداقل در بخشی، با انتخاب یک متن رمزنگاری شده و رمزگشایی آن را تحت یک کلید ناشناخته به دست می‌آورد. در این حمله، دشمن فرصت دارد که یک یا چندین متن‌های رمز شده شناخته شده را به سیستم وارد کند و در نتیجه متن رمز نشده (به انگلیسی: plaintexts) را بدست آورد. توسط این قطعه از اطلاعات، دشمن می‌تواند برای بازیابی کلید امنیتی مخفی که برای رمزگشایی استفاده می‌شود، تلاش کند.
در غیر این صورت طرح‌های امن می‌توانند تحت حمله متن رمزشده انتخابی بشکنند. به عنوان مثال، رمزنگاری الجمل معنایی امن تحت حمله متن رمزنشده انتخابی می‌باشد، اما این امنیت معنایی می‌تواند به‌طور بدیهی تحت یک حمله متن رمزشده انتخابی شکسته شود. نسخه‌های اولیه از لایه RSA مورد استفاده در پروتکل SSL نشان داد که کلید جلسه SSL نسبت به یک حمله متن رمزشده انتخابی انعطاف‌پذیر (به انگلیسی: adaptive chosen-ciphertext attack) پیچیده آسیب پذیر بودند. حملات متن رمزشده انتخابی دارای مفاهیمی برای بعضی از رمزهای دنباله‌ای خود هماهنگ نیز هست. طراحان مقاوم در برابر رشوه دادن رمزنگاری کارت‌های هوشمند باید به ویژه از این حملات آگاه باشند، این دستگاه ممکن است به‌طور کامل تحت کنترل یک دشمن باشد، کسی که می‌تواند تعداد زیادی از متن‌های رمز انتخابی را در یک تلاش برای بازیابی کلید راز مخفی صادر کند.
هنگامی که یک رمز به حمله متن رمزشده انتخابی آسیب پذیر است، مجریان باید برای جلوگیری از شرایطی که در آن یک دشمن ممکن است قادر به رمزگشایی متن‌های رمز انتخابی باشد (به عنوان مثال، جلوگیری از رمزگشایی اوراکل)، مراقب باشند. این می‌تواند سخت از آن چیزی که بنظر می‌رسد باشد، و حتی بخشی از متن رمزشده انتخابی می‌تواند اجازه حملات نامحسوس را بدهد. علاوه بر این، برخی از رمزها (مانند RSA) از همان مکانیزم ثبت نام در پیام‌ها و رمزگشایی آن‌ها استفاده می‌کنند. این حملات اجازه داده می‌شود وقتی که درهم سازی بر روی این پیام‌ها برای امضاء استفاده نمی‌شود. یک رویکرد بهتر استفاده کردن از یک رمز احتمالاً امن تحت حمله متن رمزشده انتخابی که شامل (درمیان دیگران) RSA-OAEP، Cramer-shoup و فرم‌های بسیاری از تصدیق رمزنگاری متقارن، می‌باشد.

## انواع حملات متن رمزشده انتخابی
حملات متن رمزشده انتخابی، مانند حملات دیگر، ممکن است انطباقی یا غیر انطباقی باشد. در یک حمله غیر انطباقی، مهاجم متن رمزشده یا متن‌های رمزشده پیش رو را برای رمزگشایی انتخاب می‌کند، و از نتیجه متن‌های رمزنشده برای کسب اطلاع به انتخاب خود برای متن‌های رمزشده بیشتر استفاده نمی‌کند. در یک حمله متن رمزشده انتخابی تطبیقی، مهاجم باعث می‌شود که متن رمزشده انتخابی انطباقی، به نتیجه رمزگشایی قبلی وابسته باشد.

### حملات وقت ناهار
یک نوع خاص ذکر شده از حمله متن رمزشده انتخابی، حمله وقت نهار (به انگلیسی: Lunchtime attacks)، نیمه شب (به انگلیسی: midnight) یا بی‌تفاوت (به انگلیسی: indifferent) است؛ که در آن یک مهاجم ممکن است متن رمزشده انتخابی انطباقی نمایش داده شود اما تنها تا یک نقطه خاص، پس از آن مهاجم باید برخی از توانایی‌های بهبود یافته برای حمله به سیستم را به نمایش بگذارد. اصطلاح حمله ناهار به این ایده اشاره می‌کند که کامپیوتر کاربر، با توانایی رمزگشایی، در حالی در دسترس یک مهاجم است که کاربر مشغول ناهار است. این شکل از حمله به‌طور رایج ابتدا مورد بحث بود: بدیهی است، اگر مهاجم توانایی ایجاد متن رمزشده انتخابی انطباقی را نمایش دهد، هیچ پیام رمزشده‌ای ایمن نخواهد بود، حداقل تا زمانی که توانایی دور گرفته شده‌است. این حمله گاهی اوقات "حمله متن رمزشده غیر انطباقی" (به انگلیسی: non-adaptive chosen ciphertext attack) نامیده می‌شود، در اینجا، "غیرانطباقی" به این واقعیت اشاره می‌کند که مهاجم نمی‌تواند پرس و جوهایش را در پاسخ به این چالش منطبق کند، که پس از توانایی ایجاد پرس و جو متن رمزشده انتخابی به پایان رسیده، داده شده‌است.

### حمله متن رمزشده انتخابی انطباقی
یک حمله متن رمزشده انتخابی انطباقی (به انگلیسی: Adaptive chosen-ciphertext attack) حمله ایست که متن‌های رمزشده ممکن است قبل و بعد یک چالش متن رمزشده که به یک مهاجم داده می‌شود، باشند، تنها با شرطی که چالش متن رمزشده ممکن است خودش پرس و جو نباشد. این یک مفهوم حمله قویتر از حمله زمان ناهار است، و معمولاً به عنوان یک حمله CCA۲ اشاره شده است، در مقایسه با حمله CCA۱ (زمان ناهار). چندین حملات عملی از این فرم وجود دارند. در عوض، این مدل برای استفاده از آن در اثبات امنیت در برابر حملات انتخاب متن رمزی مهم است. اثبات شده‌است که در این مدل، حمله غیرممکن است که حاکی از آن است که هر گونه حمله متن رمزشده انتخابی واقع بینانه نمی‌تواند انجام شود.
یک حمله متن رمز شده انتخابی انطباقی عملی در برابر PKCS#۱ قرار دارد.
رمزنگاری امن ثابت در برابر حملات متن رمزشده انتخابی تطبیقی عبارتند از: سیستم کرامر شوپ و RSA-OAEP.